# Carmen Consoli
Carmen Consoli (Catânia, 4 de setembro de 1974) é uma cantora e compositora siciliana. Até 2007 já lançou dez álbuns.

## Álbuns
- Due parole (1996)
- Confusa e felice (1997)
- Mediamente isterica (1998)
- Stato di necessità (2000)
- État de necessité (2001)
- L'anfiteatro e la bambina impertinente (2001)
- L'eccezione (2002)
- Carmen Consoli (2002, versão inglesa de L'eccezione)
- Un sorso in più (2003, ao vivo na MTV)
- Eva contro Eva (2006)
- Elettra (2009)

## Singles
- "Quello che sento" (1995)
- "Quella notte una lucciola illumina la mia finestra" (1996)
- "Amore di plastica" (1996)
- "Lingua a sonagli" (1996)
- "Quello che sento - The Remixes" (1996)
- "Confusa e felice" (1997)
- "Venere" (1997)
- "Uguale a ieri" (1997)
- "Besame Giuda" (1998)
- "Besame Giuda II" (1998)
- "Puramente casuale" (1998)
- "Eco di sirene" (1998)
- "Autunno dolciastro" (1998)
- "In bianco e nero" (1998)
- "Orfeo" (2000)
- "Parole di burro - Remix" (2000)
- "L'ultimo bacio" (2000)
- "Gamine impertinente" (2000, em francês)
- "L'eccezione" (2000)
- "Signor Tentenna" (2006)
- "Tutto su Eva" (2006)
- "Maria Catena" (2006)

## DVD
- L'anfiteatro e la bambina impertinente (2001, ao vivo com orquestra)